# Jerónimo de Rodas
Jerónimo de Rodas, también llamado Jerónimo Peripatético, fue  un filósofo peripatético y ecléctico de la Antigua Grecia que vivió en el siglo III a. C. Nació en la isla de Rodas y vivió en Atenas protegido por Antígono Gónatas.

## Obras y fragmentos
De sus obras solo se conocen varios de los títulos y fragmentos de las mismas.
Jerónimo de Rodas es mencionado en varios pasajes por Cicerón, donde dice que para Jerónimo el único bien era la ausencia de dolor.
Diógenes Laercio cita los títulos de varias de sus obras así como breves fragmentos que contenían. Algunos fragmentos de Jerónimo citados por él son los siguientes:
- Escribió que Tales midió las pirámides por medio de la sombra, proporcionándola con la sombra del ser humano cuando es igual al cuerpo.[4]
- Dijo que Sócrates tuvo dos mujeres a la vez puesto que, queriendo los atenienses poblar la ciudad, cuya población decrecía por las guerras y enfermedades, habían decretado que cada ciudadano pudiera casarse con una ciudadana y además tener hijos con otra mujer.[5]
- Dijo que Pitágoras descendió a los infiernos y vio allí las almas Hesíodo y a Homero, castigadas por lo que habían dicho sobre los dioses.[6]

De algunos datos que da Diógenes Laercio también se deduce que era rival de Licón y de Arcesilao.
Ateneo también lo cita en los Deipnosofistas.
Se conocen los títulos de varias de sus obras: Acerca de la cabalgata, Acerca de la embriaguez, Festín, una obra sobre ética, Acerca de los creadores, Recuerdos históricos, Acerca de Isócrates, Recuerdos de aquí y allá y Cartas.
Existen dudas sobre si la llamada Teogonía de Jerónimo y Helánico, una teogonía órfica, debe ser atribuida a él o bien a otro autor llamado Jerónimo de Egipto.